# Monte Altieri
Il Monte Altieri è una montagna alta 886 m s.l.m. che si trova nell'Appennino campano, nel tenimento di Montefalcone di Val Fortore, lungo la linea spartiacque. Dalle sue pendici settentrionali nasce infatti il fiume Fortore (sul versante adriatico), mentre alle falde meridionali scorre il torrente Ginestra (affluente del fiume Miscano, sul versante tirrenico).